# 建和 (漢)
建和（けんわ）は、後漢の桓帝劉志の治世に行われた最初の元号。
147年 - 149年。

## 西暦・干支との対照表
| 建和 | 元年  | 2年   | 3年   |
| 西暦 | 147年 | 148年 | 149年 |
| 干支 | 丁亥  | 戊子  | 己丑  |